# Nisitrus marginatus
Nisitrus marginatus är en insektsart som först beskrevs av Walker, F. 1869.  Nisitrus marginatus ingår i släktet Nisitrus och familjen syrsor. Inga underarter finns listade i Catalogue of Life.